# Caen Basket Calvados
A Caen Basket Calvados, conhecido pelo nome da cidade Caen, é um clube de basquetebol baseado em Caen, França que atualmente disputa a LNB Pro B. Manda seus jogos no Palais des Sports de Caen com capacidade para 2.826 espectadores.

## Histórico de Temporadas
| Temporada | Nível | Liga  | Pos.                             | J                                | PL                               | Resultado                        | Copa da França |
| --------- | ----- | ----- | -------------------------------- | -------------------------------- | -------------------------------- | -------------------------------- | -------------- |
| 2008-09   | 4     | NM2   | 5                                | 15-11                            |                                  |                                  |                |
| 2009-10   | 4     | NM2   | 3                                | 17-9                             |                                  |                                  |                |
| 2010-11   | 4     | NM2   | 12                               | 10-15                            |                                  |                                  |                |
| 2011-12   | 4     | NM2   | 6                                | 13-13                            |                                  |                                  |                |
| 2012-13   | 4     | NM2   | 4                                | 16-10                            |                                  |                                  |                |
| 2013-14   | 4     | NM2   | 1                                | 25-1                             |                                  |                                  |                |
| 2014–15   | 4     | NM2   | 1                                | 9-25                             |                                  | Promovido campeão                |                |
| 2015–16   | 3     | NM1   | 6                                | 19-15                            | 2-2                              | Semifinalista                    | Ronda dos 64   |
| 2016–17   | 3     | NM1   | 1                                | 27-7                             | [ nota 1 ]                       | Promovido campeão                | Ronda dos 64   |
| 2017-18   | 2     | Pro B | 14                               | 12-22                            |                                  |                                  |                |
| 2018-19   | 2     | Pro B | 17                               | 8-26                             |                                  | Rebaixado                        |                |
| 2019-20   | 3     | NM1   | Cancelado - Pandemia de COVID-19 | Cancelado - Pandemia de COVID-19 | Cancelado - Pandemia de COVID-19 | Cancelado - Pandemia de COVID-19 |                |
| 2020-21   | 3     | NM1   | 2º                               | 23-3                             |                                  |                                  |                |
| 2021-22   | 3     | NM1   | 9º                               | 7-11                             |                                  |                                  |                |
| 2022-23   | 3     | NM1   | 10º                              | 6-12                             |                                  |                                  |                |
| 2023-24   | 3     | NM1   | 4º                               | 10-8                             | 8-3                              | Promovidocampeão                 |                |
| 2024-25   | 2     | Pro B | 14º                              | 17-21                            |                                  |                                  |                |

## Títulos

### LNB Pro A (primeira divisão)
- Finalista (2):1977, 1979

### LNB Pro B (segunda divisão)
- Campeão (3):1965, 1970, 2024

### Nationale 1 (terceira divisão)
- Campeão (1):2017

### Nationale 3 (quinta divisão)
- Campeão (1): 1999